# Montovani
Montovani is een plaats in de gemeente Pićan in de Kroatische provincie Istrië. De plaats telt 141 inwoners (2001).